# Raissa Marduchowna Kirsanowa
Raissa Marduchowna Kirsanowa (russisch Раиса Мардуховна Кирсанова; * 1945; † 20. Oktober 2024 in Moskau) war eine sowjetische bzw. russische Kunsthistorikerin und Hochschullehrerin.

## Leben
Kirsanowa studierte an der Lomonossow-Universität Moskau (MGU) in der Kunstgeschichte-Abteilung der Historischen Fakultät mit Abschluss 1969. Darauf arbeitete sie im Staatlichen Museum für Orientalische Kunst.
Ab 1979 arbeitete Kirsanowa im Moskauer Staatlichen Institut für Kunstgeschichte. Der Verlag Kniga (Das Buch) veröffentlichte 1989 ihr erstes Buch über den rosafarbenen Baumwollstoff Alexandreika für Männerhemden, kurz Xandreika, und das Dradedam (drap de dames)-Kopftuch. Sie verteidigte 1991 ihre Dissertation über die Kleidungsart in der russischen Literatur des 19. Jahrhunderts anhand der rosafarbenen Xandreika und des Dradedam-Kopftuchs mit Erfolg für die Promotion zur Kandidatin der Kunstwissenschaft.
Ab 1993 lehrte Kirsanowa an der Schtschukin-Theaterhochschule mit Ernennung zur Professorin des Lehrstuhls für Kunstgeschichte und auch in der MGU am Lehrstuhl für Literatur- und Kunstkritik der Fakultät für Journalistik. Ihr Forschungsschwerpunkt blieb die Kunstgeschichte der Bekleidung. Sie verteidigte 1995 ihre Doktor-Dissertation über die Bekleidung in der russischen Kunst und Kultur im 18. Jahrhundert bis in die erste Hälfte des 20. Jahrhunderts mit Erfolg für die Promotion zur Doktorin der Kunstwissenschaft 1996 und veröffentlichte sie als Monografie.
Kirsanowa arbeitete seit 2003 im Sektor für Russische Kunst der Neuen und Neusten Zeit des Staatlichen Instituts für Kunstgeschichte. Sie hörte nicht auf, wissenschaftliche und populärwissenschaftliche Aufsätze in Geschichtszeitschriften und Kolumnen in Modezeitschriften zu veröffentlichen.